# Hoplòmac
Hoplòmac (plural hoplòmacs, en llatí hoplomachi) era el nom que es va donar als gladiadors que combatien amb una armadura completa (hoplomac vol dir "fortament armat"). Portaven protegit el braç dret, també un gran escut, un bon casc protector, i proteccions a les cames; usaven com espasa el gladius.
Justus Lipsius els considera del mateix tipus que els gladiadors anomenats samnites, i pensa que aquest nom (samnita) era el que portaven en un primer temps i després va ser substituït per hoplomachi durant l'Imperi Romà.